# Премия Тьюринга
Премия Тьюринга — самая престижная премия по информатике, вручаемая Ассоциацией вычислительной техники за выдающийся научно-технический вклад в этой области.
Учреждена Ассоциацией вычислительной техники в честь выдающегося английского учёного Алана Тьюринга, получившего первые глубокие результаты относительно вычислимости за несколько лет до появления первых электронных вычислительных машин. Ежегодно вручается одному или нескольким специалистам в области информатики и вычислительной техники, чей вклад в этой сфере оказал сильное и продолжительное влияние на компьютерное сообщество. Премия может быть присуждена одному человеку не более одного раза. В сфере информационных технологий премия Тьюринга имеет статус, аналогичный Нобелевской премии в академических дисциплинах. Впервые была присуждена в 1966 году Алану Перлису за развитие технологии создания компиляторов.
С 2007 по 2013 годы премиальный фонд спонсировался корпорациями Intel и Google, ежегодный размер премии составлял $250 тыс., с 2014 года ежегодный призовой фонд увеличен до $1 млн, а компания Google стала единственным спонсором премии.
По традиции лауреат премии при вручении выступает с докладом, именуемым «тьюринговская лекция», в которой делится мнением о важных на его взгляд проблемах информатики и вычислительной техники.

## Лауреаты премии Тьюринга
| Год  | Фото                                        | Лауреат                                  | Причина присуждения |
| ---- | ------------------------------------------- | ---------------------------------------- | --- |
| 1966 |                                             | Алан Перлис                              | За его влияние в области обобщённых техник программирования и построения компиляторов |
| 1967 |                                             | Морис Уилкс                              | Профессор Уилкс более всего известен как проектировщик EDSAC, первого компьютера, допускающего внутреннее хранение программ. Построенный в 1949, EDSAC использовал память на линиях задержки. Он также известен, в соавторстве с Виллером и Гиллом как автор книги «Preparation of Programs for Electronic Digital Computers», 1951 года, в которой вводится важнейшее понятие библиотеки |
| 1968 |                                             | Ричард Хэмминг                           | За работы в области численных методов, систем автоматического кодирования, кодов определения и корректировки ошибок |
| 1969 |                                             | Марвин Минский                           | За огромный вклад в создание, формирование, продвижение и развитие научного направления искусственного интеллекта |
| 1970 |                                             | Джеймс Уилкинсон                         | За исследования в области численного анализа, способствовавшие использованию высокоскоростных цифровых компьютеров, приобретшие особое значение в свете его работ по вычислениям в линейной алгебре и «обратному» анализу ошибок |
| 1971 |                                             | Джон Мак-Карти                           | Лекция Мак-Карти «Современное состояние исследований по искусственному интеллекту» освещает состояние дел в области, которая обязана многими существенными успехами его работам |
| 1972 |                                             | Эдсгер Дейкстра                          | За значительный вклад в разработку языка программирования высокого уровня Алгол, ставшего воплощением ясности и математической строгости. Он один из ярчайших представителей науки и искусства языков программирования во всей их общности, а также учёный, во многом способствовавший пониманию их структуры, представления и реализации. Его публикации в течение пятнадцати лет охватывают широкий спектр тем от теоретических статей по теории графов до базовых руководств, описаний и философских размышлений в области языков программирования                            |
| 1973 |                                             | Чарльз Бахман                            | За выдающийся вклад в технологии баз данных |
| 1974 |                                             | Дональд Кнут                             | За огромный вклад в анализ алгоритмов, разработку языков программирования, и в особенности за создание широко известной серии книг под общим названием «Искусство программирования» |
| 1975 |                                             | Аллен Ньюэлл Герберт Саймон              | За фундаментальный вклад в искусственный интеллект, психологию механизмов человеческого восприятия и обработку списков |
| 1976 |                                             | Майкл Рабин Дана Скотт                   | За статью «Конечные автоматы и проблема разрешимости для них», в которой была предложена идея недетерминированного автомата, концепции, доказавшей впоследствии свою исключительную ценность. Ставшая классической, статья послужила источником вдохновения для многих последующих работ в этой области |
| 1977 |                                             | Джон Бэкус                               | За глубокий, продолжительный и оказавший большое влияние вклад в проектирование практических высокоуровневых программных систем, в частности за его работу над языком Фортран, и его оригинальную публикацию по формализации спецификаций языков программирования |
| 1978 |                                             | Роберт Флойд                             | За несомненное влияние на методологию создания эффективного и надёжного программного обеспечения и за его помощь в становлении таких областей компьютерных наук как теория парсинга, семантика языков программирования, автоматическая верификация программ, автоматический синтез программ, и анализ алгоритмов |
| 1979 |                                             | Кеннет Айверсон                          | За новаторскую работу в области языков программирования и математической записи, имеющую результатом то, что сейчас известно среди специалистов как APL, за его вклад в реализацию интерактивных систем, использование APL в образовательных целях, а также в теорию и технику языков программирования |
| 1980 |                                             | Энтони Хоар                              | За его фундаментальный вклад в определение и разработку языков программирования |
| 1981 |                                             | Эдгар Кодд                               | За его фундаментальный и продолжительный вклад в теорию и практику систем управления базами данных, в особенности реляционного типа |
| 1982 |                                             | Стивен Артур Кук                         | За существенный прогресс, достигнутый им в понимании сложности вычислений. Его работа положила основу теории NP-полноты. Исследование свойств и границ этого класса стало одним из важнейших направлений теории вычислительных систем за последние десять лет |
| 1983 | Кен Томпсон (слева) и Деннис Ритчи (справа) | Кен Томпсон Деннис Ритчи                 | За разработку общей теории операционных систем и в частности за создание Unix |
| 1984 |                                             | Никлаус Вирт                             | За разработку серии инновационных компьютерных языков, Эйлер, Algol-W, Модула и Паскаль |
| 1985 |                                             | Ричард Карп                              | За продолжительный вклад в теорию алгоритмов, в том числе за разработку эффективных алгоритмов для потоков на сетях и других комбинаторных оптимизационных задач, сопоставление вычислений полиномиальной сложности с интуитивным понятием эффективности, и, самое главное, за вклад в теорию NP-полноты |
| 1986 |                                             | Джон Хопкрофт Роберт Тарджан             | За фундаментальные достижения в области разработки и анализа алгоритмов и структур данных |
| 1987 |                                             | Джон Кок                                 | За выдающийся вклад в проектирование и теорию компиляторов, архитектуру больших систем и разработку RISC-компьютеров |
| 1988 |                                             | Айвен Сазерленд                          | За основополагающий и дальновидный вклад в компьютерную графику, начиная от изобретения Sketchpad, но не заканчивающегося им |
| 1989 |                                             | Уильям Кэхэн                             | За фундаментальный вклад в численный анализ. Один из первых экспертов в вычислениях с плавающей запятой. Кэхэн также посвятил себя задаче «сделать мир безопасным для численных расчётов» |
| 1990 |                                             | Фернандо Корбато                         | За новаторскую работу по созданию концепции и управлению разработками по созданию общецелевых, крупномасштабных компьютерных систем с разделением времени и ресурсов CTSS и Multics |
| 1991 |                                             | Робин Милнер                             | За три различных полноценных достижения: 1) LCF, автоматизирующий доказательства в логике вычислимых функций Скотта, по-видимому первый, инструмент автоматизированного конструирования доказательств, построенный на теоретическом фундаменте и при этом полезный на практике; 2) ML, первый язык программирования использующий полиморфный вывод типов вместе с типизированным механизмом обработки ошибок; 3) CCS, общая теория параллельных вычислений. Вдобавок, он сформулировал и развил полную абстракцию, теорию о связи между операционной и денотационной семантиками |
| 1992 |                                             | Батлер Лэмпсон                           | За вклад в разработку распределённых, персональных вычислительных сред и технологию их реализации: рабочие станции, сети, операционные системы, программные системы, дисплеи, безопасность и обмен документами |
| 1993 |                                             | Юрис Хартманис Ричард Э. Стернс          | В дань их основополагающим работам, обеспечившим базу теории сложности вычислений |
| 1994 |                                             | Эдвард Фейгенбаум Радж Редди             | За первопроходческие разработки и создание крупномасштабных систем искусственного интеллекта и демонстрацию практической важности и потенциальной коммерческой выгоды от технологий использующих искусственный интеллект |
| 1995 |                                             | Мануэль Блюм                             | В знак признания вклада в основы теории сложности вычислений и её применения в криптографии и верификации программ |
| 1996 |                                             | Амир Пнуэли                              | За плодотворную работу по внедрению темпоральной логики в вычислительные науки, и за выдающийся вклад в верификацию программ и систем |
| 1997 |                                             | Дуглас Энгельбарт                        | За вдохновляющее предвидение будущего развития интерактивных вычислений и изобретение ключевых технологий, помогающих это предвидение реализовать |
| 1998 |                                             | Джим Грей                                | За основополагающие идеи в области баз данных, исследования обработки транзакций и техническое лидерство в реализации систем. |
| 1999 |                                             | Фредерик Брукс                           | За исторически значимый вклад в компьютерную архитектуру, операционные системы, и проектирование программного обеспечения. |
| 2000 |                                             | Эндрю Яо                                 | В дань его фундаментальному вкладу в теорию вычислений, включающему, основанную на понятии сложности вычисления, теорию генерации псевдослучайных чисел, криптографии, и коммуникационной сложности |
| 2001 |                                             | Уле-Йохан Даль Кристен Нюгор             | За идеи, фундаментальные для развития объектно-ориентированного программирования, возникшие в ходе разработки языков программирования Симула I и Симула 67 |
| 2002 |                                             | Рональд Ривест Ади Шамир Леонард Адлеман | За уникальный вклад по увеличению практической пользы систем шифрования с открытым ключом |
| 2003 |                                             | Алан Кэй                                 | За многочисленные новаторские идеи, которые легли в основу современных объектно-ориентированных языков, руководство командой разработчиков языка Smalltalk и за фундаментальный вклад в развитие области ПК |
| 2004 |                                             | Винтон Серф Роберт Кан                   | За новаторскую работу по проблеме межсетевого обмена (англ. internetworking), включая разработку и реализацию основных Интернет-протоколов, TCP/IP и за ведущую роль в области компьютерных сетей |
| 2005 |                                             | Петер Наур                               | За фундаментальный вклад в проектирование языков программирования и создание языка Алгол 60, а также в проектирование компиляторов, и в искусство и технику компьютерного программирования |
| 2006 |                                             | Френсис Аллен                            | За новаторский вклад в теорию и практику оптимизации компьютерных программ, послуживший основой для современных оптимизирующих компиляторов и автоматическому распараллеливанию программ |
| 2007 |                                             | Эдмунд Кларк Аллен Эмерсон Иосиф Сифакис | За их роль в развитии проверки моделей — высокоэффективную технику верификации программ, широко применяемую при разработке как программного так и аппаратного обеспечения |
| 2008 |                                             | Барбара Лисков                           | За вклад в практические и теоретические основы языков программирования и системного дизайна, в частности в области исследований устойчивости к ошибкам, абстракции данных и распределённых вычислений. |
| 2009 |                                             | Чарльз Текер                             | За новаторскую разработку и создание «Альто» — первого современного персонального компьютера, а также за его вклад в технологию Ethernet и развитие планшетных персональных компьютеров. |
| 2010 |                                             | Лесли Вэлиант                            | За вклад в теорию алгоритмов, включая приближённо правильное обучение, теорию сложности перечисления и алгебраических исчислений, а также теорию параллельных и распределённых вычислений. |
| 2011 |                                             | Джуда Перл                               | За фундаментальный вклад в искусственный интеллект посредством разработки исчисления для проведения вероятностных и причинно-следственных рассуждений (англ. calculus for probabilistic and causal reasoning) |
| 2012 |                                             | Сильвио Микали Шафи Гольдвассер          | За новаторские работы по вероятностному шифрованию (в том числе, первую вероятностную криптосистему с открытым ключом) и работы по применению доказательств с нулевым разглашением в криптографических протоколах. |
| 2013 |                                             | Лесли Лэмпорт                            | За фундаментальный вклад в теорию и практику распределённых и взаимодействующих систем, отмеченный открытием таких понятий, как причинность и логические часы, безопасность и живучесть, реплицируемые автоматы, последовательная согласованность данных. |
| 2014 |                                             | Майкл Стоунбрейкер                       | За фундаментальный вклад в принципы и практики, лежащие в основаниях современных систем управления базами данных. |
| 2015 |                                             | Уитфилд Диффи Мартин Хеллман             | За фундаментальный вклад в криптографию. |
| 2016 |                                             | Тим Бернерс-Ли                           | За изобретение Всемирной паутины, первого веб-браузера и основополагающих протоколов и алгоритмов, повлиявших на распространение Интернета. |
| 2017 |                                             | Джон Хеннесси Дэвид Паттерсон            | За новаторский систематический и измеримый подход к проектированию и проверке компьютерных архитектур, оказавший долговременное влияние всю отрасль микропроцессорной техники. |
| 2018 |                                             | Йошуа Бенжио Джеффри Хинтон Ян Лекун     | За концептуальные и инженерные прорывы, сделавшие глубинные нейросети краеугольным компонентом в вычислительной технике. |
| 2019 |                                             | Эд Катмулл Пэт Ханрахан                  | За фундаментальный вклад в развитие 3D-графики и революционное влияние на компьютерную графику в кинематографе и других приложениях. |
| 2020 |                                             | Альфред Ахо Джеффри Ульман               | За формирование основ компиляции и алгоритмики для языков программирования. |
| 2021 |                                             | Джек Донгарра                            | За новаторский вклад в библиотеки численных методов, позволивший суперкомпьютерному программному обеспечению на протяжении четырёх десятилетий идти в ногу с экспоненциальным развитием оборудования. |
| 2022 |                                             | Роберт Меткалф                           | За изобретение, стандартизацию и коммерциализацию сетей Ethernet. |
| 2023 |                                             | Ави Вигдерзон                            | За основополагающий вклад в теорию вычислений, включая изменение нашего понимания роли случайности в вычислениях, а также за десятилетия интеллектуального лидерства в теоретической информатике. |
| 2024 |                                             | Эндрю Барто Ричард Саттон                | За разработку концептуальных и алгоритмических оснований обучения с подкреплением |

## Статистика по странам
|                                                                 |                     |             |              |               |              |                  |                |                                    |            |             |             |
| Флаг США                                                        | Флаг Великобритании | Флаг Канады | Флаг Израиля | Флаг Норвегии | Флаг Франции | Флаг Нидерландов | Флаг Швейцарии | Флаг Китайской Народной Республики | Флаг Дании | Флаг Латвии | Флаг Греции |
| Лауреаты с одним гражданством                                   |                     |             |              |               |              |                  |                |                                    |            |             |             |
| Лауреаты, не имеющие однозначной государственной принадлежности |                     |             |              |               |              |                  |                |                                    |            |             |             |